# يوسف روم
يوسف روم (بالعبرية: יוסף רום‏) (2 سبتمبر 1932 - 19 نوفمبر 1997) مهندس وسياسي إسرائيلي شغل منصب عضو الكنيست عن حزب الليكود بين عامي 1977 و 1984.
حصل على جائزة إسرائيل في التكنولوجيا والهندسة في عام 1976.  

## حياته
ولد باسم يوسف رابينوفيتش في وارسو ببولندا عام 1932، وهاجر إلى فلسطين تحت الانتداب في عام 1935. التحق بالمدرسة الثانوية في تل أبيب، قبل أن يدرس الهندسة الميكانيكية وهندسة الطيران في معهد إلينوي للتقنية ومعهد كاليفورنيا للتقنية. عمل باحثًا مساعداً في معهد كاليفورنيا للتكنولوجيا بين عامي 1957 و 1958، قبل أن يعود إلى إسرائيل ليصبح محاضرًا في التخنيون.
شغل منصب عميد كلية هندسة الطيران لعدة فترات: من عام 1964 حتى عام 1965، ومرة أخرى من عام 1968 حتى عام 1970 وفي عام 1976
وفي عام 1976 فاز بجائزة إسرائيل للتكنولوجيا والهندسة. 
في عام 1976 انضم إلى حزب حيروت، وترأس فرعه في حيفا بين 1976 و 1977. كما ترأس «حركة الحرس الشباب» التابعة للحزب من عام 1977 حتى عام 1981. وانتخب عضوا في الكنيست على قائمة الليكود (تحالف حيروت وأحزاب يمين الوسط الأخرى) في انتخابات عام 1977، وأعيد انتخابه في عام 1981. وخسر مقعده في انتخابات 1984.
كان روم متزوجًا من يائيل روم، وهي إحدى أوائل الطيارات الإناث في سلاح الجو الإسرائيلي. وتوفي عام 1997 عن عمر يناهز 65 عامًا.

## روابط خارجية
- يوسف روم على الموقع الإلكتروني للكنيست